# Pasanauri
Pasanauri (in georgiano ფასანაური?, anche scritto Passanauri) è una piccola città (daba) in Georgia, situata nel distretto di Dusheti, nella regione di Mtskheta-Mtianeti.
Pasanauri si trova a circa 90 chilometri (56 miglia) a nord della capitale della nazione, Tbilisi, ad un'altitudine di 1.050 m. sopra il livello del mare. Situata sulla strada militare georgiana, Pasanauri è fiancheggiato dal fiume Aragvi e circondato dalle montagne del Caucaso. La temperatura media invernale è di 0 gradi Celsius, ma spesso scende sotto i -10 gradi Celsius. A partire dal censimento del 2014, la cittadina aveva una popolazione di 1.148.
Grazie alla sua posizione pittoresca e alla vicinanza ai siti storici vicini, nonché all'acqua minerale, ai percorsi escursionistici, agli oggetti artigianali e al cibo, Pasanauri divenne una popolare destinazione turistica nel periodo sovietico, ma subì un decadimento durante gli anni del dopoguerra.